# Молочково (Новгородська область)
Молочково (рос. Молочково) — присілок в Солецькому районі Новгородської області Російської Федерації.
Населення становить 45 осіб. Входить до складу муніципального утворення Дубровське сільське поселення.

## Історія
Від 2005 року входить до складу муніципального утворення Дубровське сільське поселення

## Населення
| 2010 |
| ---- |
| 45   |